# شهرستان تراویس (تگزاس)
شهرستان تراویس، تگزاس (به انگلیسی: Travis County, Texas) یک سکونتگاه مسکونی در ایالات متحده آمریکا است که در تگزاس واقع شده‌است.

## خصوصیات
شهرستان تراویس ۲٬۶۴۹٫۵۷ کیلومترمربع مساحت دارد.